# دهولر
دهولر (به انگلیسی: Dhoular) یک روستا در پاکستان است که در ناحیه چکوال واقع شده‌است.